# Associazione Sportiva Lucchese Libertas 1994-1995
Questa voce raccoglie le informazioni riguardanti l'Associazione Sportiva Lucchese Libertas nelle competizioni ufficiali della stagione 1994-1995.

## Stagione
Nella stagione 1994-1995 la Lucchese disputa il campionato di Serie B, per la prima volta nel campionato cadetto vengono assegnati tre punti alla vittoria. Nel girone di andata la squadra toscana è allenata da Eugenio Fascetti, con lui raccoglie 24 punti piazzandosi a metà classifica. Nel girone di ritorno i rossoneri vengono affidati a Giampaolo Piaceri, ma senza ottenere alcun vantaggio, anzi con una flessione pericolosa che le fa rischiare la permanenza nel campionato cadetto. Solo nell'ultima giornata, con la vittoria sulla capolista Piacenza (1-0) già promossa da alcune settimane in Serie A, ha potuto ottenere la salvezza. Protagonista indiscusso di questa stagione lucchese Roberto Paci, alla settima stagione con la maglia rossonera, mette a segno 18 reti in campionato, compreso quello decisivo dell'11 giugno al Piacenza. Nella Coppa Italia subito esclusa la Lucchese nel primo turno (1-1) dopo i supplementari, poi superata ai calci di rigore (4-3), dal il Chievo.

## Rosa
| N. |                   | Ruolo | Calciatore             |
| -- | ----------------- | ----- | ---------------------- |
|    | Italia (bandiera) | C     | Marcello Albino        |
|    | Italia (bandiera) | D     | Francesco Baldini      |
|    | Italia (bandiera) | D     | Gabriele Baraldi       |
|    | Italia (bandiera) | D     | Luca Brunetti          |
|    | Italia (bandiera) | C     | Francesco Campolattano |
|    | Italia (bandiera) | D     | Massimo Castelli       |
|    | Italia (bandiera) | D     | Giandomenico Costi     |
|    | Italia (bandiera) | C     | Eusebio Di Francesco   |
|    | Italia (bandiera) | P     | Paolo Di Sarno         |
|    | Italia (bandiera) | C     | Oliviero Di Stefano    |
|    | Italia (bandiera) | C     | Sergio Domini          |
|    | Italia (bandiera) | C     | Jimmy Fialdini         |

| N. |                   | Ruolo | Calciatore         |
| -- | ----------------- | ----- | ------------------ |
|    | Italia (bandiera) | C     | Andrea Fiorini     |
|    | Italia (bandiera) | C     | Silvio Giusti      |
|    | Italia (bandiera) | D     | Manuele Guzzo      |
|    | Italia (bandiera) | C     | Francesco Monaco   |
|    | Italia (bandiera) | A     | Roberto Paci       |
|    | Italia (bandiera) | P     | Francesco Palmieri |
|    | Italia (bandiera) | A     | Massimo Rastelli   |
|    | Italia (bandiera) | C     | Bruno Russo        |
|    | Italia (bandiera) | A     | Roberto Simonetta  |
|    | Italia (bandiera) | P     | Ferro Tontini      |
|    | Italia (bandiera) | D     | Vittorio Tosto     |
|    | Italia (bandiera) | D     | Sandro Vignini     |

## Risultati

### Campionato

#### Girone di andata
| Arbitro: | Borriello (Mantova) |

|                         |           |  |
| Bierhoff 33’ Pasino 86’ | Marcatori |  |

| Arbitro: | Pairetto (Nichelino) |

|                   |           |           |
| Albino 42’ (rig.) | Marcatori | 43’ Rocco |

| Arbitro: | Farina (Novi Ligure) |

|                                     |           |  |
| Hubner 15’ (rig.), 57’ Dolcetti 63’ | Marcatori |  |

| Arbitro: | De Prisco (Nocera Inferiore) |

|                                  |           |                       |
| Di Francesco 31’ Paci 34’ (rig.) | Marcatori | 15’, 50’ (rig.) Negri |

| Arbitro: | Lana (Torino) |

|                  |           |                                               |
| Di Giannatale 5’ | Marcatori | 50’ Di Francesco 55’ Fialdini 89’ (rig.) Paci |

| Arbitro: | Pacifici (Roma) |

|                         |           |  |
| Paci 15’ Di Stefano 86’ | Marcatori |  |

| Arbitro: | Gronda (Genova) |

|               |           |  |
| Simonetta 85’ | Marcatori |  |

| Udine 23 ottobre 1994 8ª giornata | Udinese            | 0 – 0 | Lucchese | Stadio Friuli\| Arbitro: \| De Santis (Tivoli) \| |
| Arbitro:                          | De Santis (Tivoli) |       |          |                                                   |

| Arbitro: | Brignoccoli (Ancona) |

|                    |           |             |
| Tosto 45’ Paci 82’ | Marcatori | 64’ M. Ripa |

| Arbitro: | Bonfrisco (Monza) |

|               |           |               |
| Cammarata 45’ | Marcatori | 73’ Simonetta |

| Arbitro: | Tombolini (Ancona) |

|                                                               |           |             |
| Paci 28’ (rig.), 49’ (rig.), 61’ Di Stefano 60’ Simonetta 80’ | Marcatori | 10’ Dionigi |

| Arbitro: | Pellegrino (Barcellona Pozzo di Gotto) |

|           |           |              |
| Caccia 3’ | Marcatori | 17’ Rastelli |

| Lucca 4 dicembre 1994 13ª giornata | Lucchese            | 0 – 0 | Chievo | Stadio Porta Elisa\| Arbitro: \| Franceschini (Bari) \| |
| Arbitro:                           | Franceschini (Bari) |       |        |                                                         |

| Arbitro: | Bettin (Padova) |

|                            |           |  |
| Rizzolo 63’ A. Bianchi 89’ | Marcatori |  |

| Arbitro: | Arena (Ercolano) |

|                  |           |            |
| Tosto 54’ (rig.) | Marcatori | 42’ Magoni |

| Arbitro: | D. Messina (Bergamo) |

|                                     |           |           |
| Cerbone 25’, 64’ Tontini 90’ (aut.) | Marcatori | 66’ Tosto |

| Arbitro: | Rodomonti (Teramo) |

|                                    |           |           |
| N. Amoruso 3’, 41’ Cappellacci 26’ | Marcatori | 22’ Tosto |

| Arbitro: | Bonfrisco (Monza) |

|                  |           |                   |
| Di Francesco 20’ | Marcatori | 85’ (rig.) Pisano |

| Arbitro: | Racalbuto (Gallarate) |

|             |           |          |
| Piovani 72’ | Marcatori | 65’ Paci |

#### Girone di ritorno
| Arbitro: | Trentalange (Torino) |

|                                                               |           |             |
| Di Francesco 6’ Paci 16’ (rig.), 69’ Giusti 22’ Simonetta 74’ | Marcatori | 63’ Benetti |

| Arbitro: | Quartuccio (Torre Annunziata) |

|              |           |              |
| Beghetto 29’ | Marcatori | 35’ Rastelli |

| Arbitro: | Cinciripini (Ascoli Piceno) |

|          |           |               |
| Paci 18’ | Marcatori | 22’ Teodorani |

| Arbitro: | Trentalange (Torino) |

|                              |           |                           |
| Negri 62’, 90’ Buonocore 76’ | Marcatori | 37’ Paci 88’ (rig.) Tosto |

| Arbitro: | De Santis (Tivoli) |

|                       |           |                |
| Paci 70’ Rastelli 87’ | Marcatori | 14’, 65’ Gelsi |

| Arbitro: | De Prisco (Nocera Inferiore) |

|                        |           |  |
| Murgita 81’ Sartor 88’ | Marcatori |  |

| Arbitro: | Tombolini (Ancona) |

|               |           |          |
| Melchiori 65’ | Marcatori | 64’ Paci |

| Arbitro: | Stafoggia (Pesaro) |

|                                      |           |                            |
| Giusti 17’ Paci 65’ Di Francesco 69’ | Marcatori | 31’, 44’, 45’ A. Carnevale |

| Arbitro: | Cardona (Milano) |

|                                           |           |  |
| Lucidi 1’ Vignini 67’ (aut.) Pistella 90’ | Marcatori |  |

| Arbitro: | Lana (Torino) |

|  |           |                |
|  | Marcatori | 53’ Montalbano |

| Arbitro: | Bettin (Padova) |

|                          |           |          |
| Ferrigno 23’ Dionigi 80’ | Marcatori | 79’ Paci |

| Arbitro: | Treossi (Forlì) |

|            |           |              |
| Giusti 90’ | Marcatori | 65’ Baglieri |

| Arbitro: | Pairetto (Nichelino) |

|                                            |           |              |
| Spatari 17’ Cossato 35’, 89’ Gentilini 69’ | Marcatori | 19’ Rastelli |

| Arbitro: | Quartuccio (Torre Annunziata) |

|                                    |           |  |
| Rastelli 32’ Fialdini 70’ Paci 74’ | Marcatori |  |

| Arbitro: | Amendolia (Messina) |

|               |           |  |
| Valentini 48’ | Marcatori |  |

| Arbitro: | D. Messina (Bergamo) |

|                |           |             |
| Di Stefano 61’ | Marcatori | 53’ Pittana |

| Arbitro: | Cardona (Milano) |

|                              |           |                             |
| Di Francesco 25’, 59’ (rig.) | Marcatori | 49’ N. Amoruso 57’ Pandullo |

| Arbitro: | Treossi (Forlì) |

|             |           |              |
| Tudisco 63’ | Marcatori | 80’ Rastelli |

| Arbitro: | Bazzoli (Merano) |

|          |           |  |
| Paci 45’ | Marcatori |  |

### Coppa Italia
| Arbitro: | D. Messina (Bergamo) |

|                                              |                      |                                              |
| R. Gori 78’                                  | Marcatori            | 88’ Di Stefano                               |
| Antonioli D'Anna Bracaloni R. Gori Gentilini | Tiri di rigore 4 – 3 | Di Francesco F. Monaco Simonetta Albino Paci |